# Bela Peč, Trbiž
Bela Peč (ali Fužine, italijansko Villa Bassa oz. Fusine in Valromana, furlansko Fusinis, nemško Weißenfels, staroitalijansko Roccalba) je naselje med Kranjsko goro in Trbižem, ki je v času Avstro-Ogrske pripadalo deželi Kranjski tik ob nekdanji meji med dvema kronskima deželama: Koroško in Kranjsko. Z rapalsko pogodbo je leta 1920 pripadlo Italiji. Do 60-tih let 20. stoletja je skozi kraj potekala železniška povezava Jesenice-Trbiž. Iz imena je izvedeno ime dveh jezer v bližini (Belopeški jezeri).

## Etimologija
Bela peč pomeni »bela skala«. Isto velja za starinsko italijansko ime Roccalba, ki je sestavljeno iz »rocca« (skalnati vrh ali grad na skali) ali »roccia« (skala) in »alba« (bela). Isto velja za nemški toponim Weißenfels, ki je sestavljen iz »weißen« (bela) in »Fels« (skala).